# Friedrich Karl Meier
Friedrich Karl Meier (* 11. August 1808 in Meinsen; † 13. Februar 1841 in Gießen) war ein evangelischer Theologe und Hochschullehrer.

## Leben
Meier war Sohn eines Lehrers. Er absolvierte das Bückeburger Gymnasium und wurde Mitglied des dortigen Gelehrten Singvereins, durch den er in Kontakt mit Karoline Louise Prinzessin zu Schaumburg-Lippe (1786–1846) kam, die ihm den Besuch einer Hochschule ermöglichte. 1828 wurde er an der Universität Göttingen zum Studium der Theologie immatrikuliert. 1830 wechselte er an die Universität Heidelberg und 1831 an die Universität Jena. Dort erlangte er den Grad eines Lic. theol. Außerdem wurde er zum Dr. phil. promoviert. Seine Habilitation erfolgte 1832, anschließend lehrte er als Privatdozent in Jena.
Meier unternahm 1834 eine umfangreiche Reise nach Italien. Er studierte unter anderem in Bibliotheken in Bologna, Florenz, Neapel, Rom und Venedig. Nachdem er nach Jena zurückgekehrt war, wurde ihm 1835 eine Stelle als außerordentlicher Professor der Theologie an der dortigen Universität übertragen. 1836 erhielt er sowohl einen Ruf an die Universität Zürich als auch an die Universität Gießen. Meier entschied sich für Gießen, übernahm dort am 16. August 1836 eine Stelle als ordentlicher Professor der Theologie mit den Schwerpunkten Enzyklopädie, biblische Theologie, Dogmengeschichte und Exegese des Neuen Testaments. Am 21. Oktober 1836 wurde ihm dort außerdem der Grad eines D. theol. verliehen, 1841 die Lehre der Dogmatik zusätzlich übertragen. Er starb nach kurzer schwerer Krankheit im Amt.

## Werke (Auswahl)
- Judaica Seu Veterum Scriptorum Profanorum De Rebus Judaicis Fragmenta, Fromman, Jena 1832.
- Versuch einer Geschichte der Transsubstantiationslehre, Drechseler, Heilbronn 1832.
- Kommentar über den Brief Pauli an die Epheser, Reimer, Berlin 1834.
- Girolamo Savonarola: aus großen Theils handschriftlichen Quellen dargestellt, Reimer, Berlin 1836.
- Lehrbuch der Dogmengeschichte für akademische Vorlesungen, 2. Aufl., Ricker, Gießen 1854.